# Jacobaea aquatica
Jacobaea aquatica là một loài thực vật có hoa trong họ Cúc. Loài này được (Hill) "G.Gaertn., B.Mey. & Scherb." mô tả khoa học đầu tiên năm 1801.